# Nätiskarven
Nätiskarven är en ö i Finland. Den ligger i Finska viken och i kommunen Lovisa i den ekonomiska regionen  Lovisa i landskapet Nyland, i den södra delen av landet. Ön ligger omkring 77 kilometer öster om Helsingfors.
Öns area är 1 hektar och dess största längd är 240 meter i nord-sydlig riktning. Det finns inga samhällen i närheten.